# Kurt Noack (Botaniker)
Kurt Noack (* 22. Januar 1888 in Stuttgart; † 10. November 1963 in Berlin) war ein deutscher Botaniker und Universitätsprofessor an der Freien Universität Berlin.

## Leben
Sein Abitur legte Noack 1906 am Karls-Gymnasium in Stuttgart ab. Er studierte 1906/07 Medizin und Naturwissenschaften an der Eberhard Karls Universität Tübingen bei Hermann Vöchting und 1907–1909 an der Ludwig-Maximilians-Universität München bei Karl Ritter von Goebel. Seit 1907 war er Mitglied des Corps Rhenania Tübingen. 1909 legte er das Physikum in München ab und begann 1909 als Student der Chemie am Imperial College London bei William Augustus Tilden. 1909/10 studierte er Naturwissenschaften an der Friedrich-Wilhelms-Universität Berlin, dabei besonders Botanik bei Simon Schwendener, Peter Claussen und Paul Magnus sowie Biochemie bei Emil Fischer und Carl Neuberg. Von 1910 bis 1912 Studium der Botanik an der Universität Leipzig bei Wilhelm Pfeffer, Hugo Miehe und Johannes Buder. 1912 wurde Noack in Leipzig zum Dr phil. promoviert.
1912/13 war er Assistent am Botanischen Institut der Universität Tübingen bei Hermann Vöchting. Er wechselte dann die Kaiser-Wilhelms-Universität Straßburg, wo er 1913–1918 Assistent bei Ludwig Jost war. Im Ersten Weltkrieg diente er als Bakteriologe und Feldhilfsarzt in Straßburg. Dort habilitierte er sich 1918.
1918 war Noack zunächst Privatdozent für Botanik an der Universität Straßburg und wechselte dann an die Albert-Ludwigs-Universität, wo er bei Friedrich Oltmanns als Privatdozent und Assistent arbeitete.
Von 1921 bis 1922 war er Kustos und außerordentlicher Professor für Botanik und Pharmakognosie an der Universität Bonn bei Hans Fitting, 1922 bis 1930 ordentlicher Professor für Botanik und Direktor des Botanischen Gartens an der Friedrich-Alexander-Universität Erlangen.
Weitere Stationen seiner Laufbahn waren die Friedrichs-Universität Halle (1930/31) sowie die Universität Berlin. Dort war Noack von 1931 bis 1956 Ordinarius für Botanik und Pflanzenphysiologie, von 1945 bis 1953 zugleich Dekan der Mathematischen-naturwissenschaftlichen Fakultät.
Kurt Noack gehörte ab 1932 der Deutschen Akademie der Naturforscher Leopoldina an und war ab 1946 ordentliches Mitglied sowie von 1949 bis 1957 Klassensekretär der Deutschen Akademie der Wissenschaften zu Berlin. Ab 1960 war er Emeritus an der Freien Universität Berlin.
Seine Hauptarbeitsgebiete waren die Stoffwechselphysiologie, insbesondere Arbeiten über Photosynthese und Mineralstoffwechsel, sowie die Chemophysiologie der Pflanzen.